# الفرشة (سراة عبيدة)
الفرشة هي إحدى المحافظات التابعة لمنطقة عسير في المملكة العربية السعودية.

## الموقع الجغرافي
تقع محافظة الفرشة في إقليم تهامة ووتبع منطقة عسير بالقرب من مدينة خميس مشيط وسراة عبيدة , عدد السكان: 15320 نسمة و المساحة:1010كم2 .

## المناخ
يتميز المناخ بالثبات النسبي بعيدا عن تقلبات الجو تصل درجه الحرارة 20 نهارا و15 ليلا تعتبر الرياح الجنوبية والجنوبيه الغربية هي الرياح السائده وتنشط سرعه الرياح بشكل عام خلال الفترة من ديسمبر إلى مارس .

## الدراسات الاقتصادية
تعتبر الزراعة من المقومات الاقتصادية بالاضافه إلى جانب الرعي .